# 간성 최씨
간성 최씨(杆城崔氏)는 강원특별자치도 고성군 간성읍을 본관으로 하는 한국의 성씨이다.
족보가 존재한다.

## 참고 자료
- “간성최씨(杆城崔氏)”. 뿌리를 찾아서.[깨진 링크(과거 내용 찾기)]